# US Open 2020 - Doppio femminile in carrozzina
Diede de Groot e Aniek van Koot erano le detentrici del torneo, ma non hanno partecipato insieme a questa edizione del torneo.
Aniek van Koot non ha partecipato al torneo, mentre Diede de Groot ha partecipato in coppia con Marjolein Buis. 
Yui Kamiji e Jordanne Whiley hanno sconfitto in finale Diede de Groot e Aniek van Koot con il punteggio di 6-3, 6-3.

## Teste di serie
1. Marjolein Buis /  Diede de Groot (finale)

1. Yui Kamiji /  Jordanne Whiley (campionesse)

## Tabellone

### Legenda
| - Q = Qualificato - WC = Wild card - LL = Lucky loser | - ALT = Alternate - SE = Special Exempt - PR = Protected Ranking | - w/o = Walkover - r = Ritirato - d = Squalificato |

|  | Semifinali | Semifinali                     | Semifinali                     | Semifinali | Semifinali |  |  | Finale | Finale                        | Finale                        | Finale | Finale |  |
|  |            |                                |                                |            |            |  |  |        |                               |                               |        |        |  |
|  | 1          | Marjolein Buis Diede de Groot  | Marjolein Buis Diede de Groot  | 6          | 6          |  |  |        |                               |                               |        |        |  |
|  |            | Momoko Ohtani Lucy Shuker      | Momoko Ohtani Lucy Shuker      | 0          | 1          |  |  | 1      | Marjolein Buis Diede de Groot | Marjolein Buis Diede de Groot | 3      | 3      |  |
|  |            | Angélica Bernal Dana Mathewson | Angélica Bernal Dana Mathewson | 2          | 1          |  |  | 2      | Yui Kamiji Jordanne Whiley    | Yui Kamiji Jordanne Whiley    | 6      | 6      |  |
|  | 2          | Yui Kamiji Jordanne Whiley     | Yui Kamiji Jordanne Whiley     | 6          | 6          |  |  |        |                               |                               |        |        |  |